# Устюжанин, Анатолий Петрович
Анатолий Петрович Устюжанин (4 декабря 1936 года, село Каширино, Кетовский район Челябинской области — 23 февраля 2024 года) — советский и российский партийный и хозяйственный работник. Кандидат экономических наук.

## Биография
Родился 4 декабря 1936 года в селе Каширино Кетовского района Челябинской (ныне Курганской области) области.
В 1951 году вступил в ВЛКСМ, а в 1961 году стал членом КПСС.
Высшее образование получил в Курганском государственном сельскохозяйственном институте, в 1960 году окончил институт с отличием.
В 1980 году защитил диссертацию на соискание учёной степени кандидат экономических наук на тему «Совершенствование организации труда в условиях индустриализации животноводства : (на примере молочного скотоводства)».
Многие годы жизнь и трудовая деятельность А. П. Устюжанина была связана с Курганской областью. По окончании института работал главным агрономом колхоза имени Свердлова Частоозерского района Курганской области. С 1960 по 1962 год занимал должность первого секретаря Частоозерского райкома ВЛКСМ. В 1962—1963 годах работал комсоргом Курганского обкома ВЛКСМ по Лебяжьевскому производственному колхозно-совхозному областному управлению. В 1963 году возглавил комитет комсомола Лебяжьевского производственного колхозно-совхозного управления. В августе 1963 года перешёл на работу первым секретарём в Курганский сельский обком ВЛКСМ, в феврале — ноябре 1965 года — первый секретарь Курганского обкома ВЛКСМ, затем до 1969 года — второй секретарь Юргамышского райкома КПСС.
В 1971 году окончил ВПШ при ЦК КПСС и в том же году стал первым секретарём Макушинского райкома КПСС. В 1980—1982 гг. — заместитель председателя, а в 1982—1989 годах — первый заместитель председателя Курганского облисполкома, одновременно глава Агропромышленного объединения Курганской области.
В 1989 году перешёл на работу в ЦК КПСС, инструктор. В том же году получил направление в Госагропром РСФСР на должность первого заместителя Председателя Госагропрома РСФСР — Министра РСФСР. Замещал должность первого заместителя Министра сельского хозяйства России, а в мае 1992 года избран Президентом ОАО «Тихоокеанская продовольственная корпорация».
В 2003 году возглавил созданную им некоммерческую организацию «Российский соевый союз». Руководил разработкой «Программы развития производства и глубокой переработки сои в Российской Федерации на период 2003—2010 гг.», утвержденной коллегией Министерства сельского хозяйства России, как целевая отраслевая Программа «Соя России». Реализация программы в короткий срок позволила увеличить мощности по переработке сои в 15 раз, а производство сои — в 7 раз, в 2014 году был достигнут рекордный показатель 2,6 млн тонн в год.
Был избран действительным членом Международной академии аграрного образования, награждён медалями «За доблестный труд. В ознаменование 110-летия со дня рождения Владимира Ильича Ленина», «За освоение целинных земель».
Скончался после продолжительной болезни 23 февраля 2024 года на 88 году жизни.